# Scottie Pippen
Scottie Maurice Pippen – eigentlich Scotty Pippen – (* 25. September 1965 in Hamburg, Arkansas) ist ein ehemaliger US-amerikanischer Basketballspieler, der zwischen 1987 und 2004 in der NBA (National Basketball Association) aktiv war, davon zwölf Jahre bei den Chicago Bulls. Pippen ist 2,03 Meter groß und spielte die Position des Small Forwards.
Von 1991 bis 1998 war er als Partner von Michael Jordan entscheidend am sechsfachen Titelgewinn der Bulls beteiligt. Er spielte von 1987 bis 1998 bei den Chicago Bulls. An seiner Seite war er bei den Olympischen Spielen 1992 in Barcelona auch Mitglied des Dream Teams. Darüber hinaus war er auch Teil des Teams, das die Goldmedaille 1996 in Atlanta gewann. Er galt jahrelang als einer der besten Allrounder und Verteidiger der Welt und wurde neben seinen sechs All-Star-Auszeichnungen auch zehnmal für das NBA All-Defensive Team ausgewählt. Am 5. April 2010 wurde Pippen in die Naismith Memorial Basketball Hall of Fame aufgenommen.

## Karriere

### College
In seinem letzten Jahr an der High School spielte Pippen in der Startformation des Schulteams, maß aber lediglich 1,83 Meter. Er wurde für nicht groß genug gehalten, um in einem College-Team zu spielen. Angebote von Talentsichtern blieben aus, bis schließlich sein damaliger Trainer die University of Central Arkansas überzeugte, Pippen eine Stelle als Aushilfe im Universitätsteam anzubieten. Pippen selbst bezeichnet sich rückblickend selbst als „Wasserträger“ in seinem Freshman-Jahr.
Innerhalb seiner vier Jahre im Team von Central Arkansas wuchs Pippen schließlich bis auf 2,03 Meter und wurde Leistungsträger seiner Mannschaft. Mit Saisonwerten von 23,6 Punkten und 10,0 Rebounds pro Spiel zog Pippen in seinem Abschlussjahr am College das Interesse der Talentsucher der NBA auf sich.

### NBA

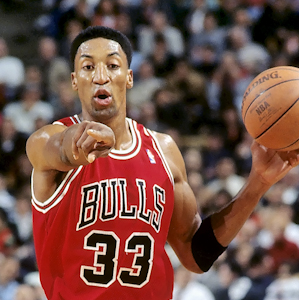
Pippen als Spieler der Bulls

Im NBA Draft von 1987 wurde Pippen an fünfter Stelle von den Seattle SuperSonics gedraftet, letztendlich aber im Tausch gegen Olden Polynice zu den Chicago Bulls geschickt. In seinem ersten Profijahr war Pippen Bankspieler und wurde in der Regel für den Small Forward Brad Sellers eingewechselt. Im letzten Spiel der ersten Playoff-Runde 1987 rutschte Pippen allerdings für Sellers in die Startformation der Bulls. Seinen Startplatz behielt Pippen anschließend auch in der nächsten Runde der Playoffs, in der die Bulls ausschieden.
Eine Verletzung während der Vorbereitung auf die Saison 1988/89 warf Pippen zu Beginn der Spielzeit zurück. Er kam erneut von der Bank, spielte sich schließlich aber in 56 der letzten 57 Spiele in die Startformation. Die folgende Spielzeit 1989–1990 bedeutete für Pippen den Durchbruch als Leistungsträger neben Michael Jordan. Er startete alle 82 Spiele der regulären Saison und wurde erstmals in das All-Star-Team der NBA berufen. Gemeinsam mit Forward Horace Grant und Jordan bildete Pippen ein starkes Trio, das von Trainer Phil Jackson trainiert wurde. Dieses gewann im Jahr darauf den ersten von drei Meistertiteln in Folge.
Nachdem Michael Jordan 1993 seinen ersten Rücktritt erklärt hatte, wurde Pippen der neue Star des Teams. Obwohl Pippen Karrierebestwerte in allen Kategorien erzielte, konnten die Bulls in dieser Zeit nicht das NBA-Finale erreichen. Es kam zu Unstimmigkeiten zwischen Pippen und Trainer Jackson, so dass Transfergerüchte laut wurden, die Pippen bei den Seattle SuperSonics als Ersatz für Shawn Kemp sahen. Jordan erklärte jedoch im Jahre 1995 seine Rückkehr in die NBA, und Pippen verblieb in Chicago.

Die Championship-Banner der Chicago Bulls im United Center

Mit den Bulls gewann er zwischen 1996 und 1998 nochmal drei Titel, ehe Jordan seinen zweiten Rücktritt verkündete und das Meisterschaftsteam der Bulls auseinanderfiel. Pippen wurde in einem Sign-And-Trade zu den Houston Rockets transferiert. Bei den Rockets wollte Pippen an der Seite von Charles Barkley und Hakeem Olajuwon seinen siebten Titel gewinnen. Nach nur einem Jahr forderte Pippen jedoch einen Transfer und wurde im Oktober 1999 zu den Portland Trail Blazers geschickt.
Bei den Blazers spielte Pippen vier Jahre als startender Small Forward. Sein größter Erfolg war das Erreichen des Western Conference Finals 2000, in dem man den Los Angeles Lakers unterlag.
Im Sommer 2003 kehrte Pippen zu den Bulls zurück und unterschrieb einen Zweijahresvertrag. Er spielte nur ein Jahr für die Bulls, ehe sein Vertrag im Oktober 2004 aufgelöst wurde und er anschließend seinen Rücktritt verkündete.

## Auszeichnungen und Erfolge
Pippen gewann in seiner Karriere sechs Mal die NBA-Meisterschaft mit den Chicago Bulls (1991–1993 und 1996–1998). Im Lauf seiner Karriere wurde Pippen drei Mal in das All-NBA First Team (1994–1996) und acht Mal in das All-Defensive First Team gewählt (1992–1999). Zudem wurde er sieben Mal für das NBA All-Star Game (1990, 1992–1997) nominiert und 1994 zum NBA All-Star MVP gewählt.
Pippen hat nur in der letzten seiner 17 NBA-Saisons die Play-offs verpasst und gehört mit 208 Einsätzen zu den wenigen Spielern, die mehr als 200 Playoff-Spiele bestritten haben. Als Pippen seine NBA-Karriere beendete, hatte nur Kareem Abdul-Jabbar mit 237 Einsätzen mehr Playoff-Spiele bestritten; derzeit (Stand: November 2019) liegt Pippen in dieser Rangliste noch auf dem zehnten Platz.
Er war zudem Mitglied des Dream Teams von 1992, das bei den Olympischen Spielen in Barcelona die Goldmedaille gewann. 1996 holte er mit der Nationalmannschaft bei den Olympischen Spielen in Atlanta ebenfalls die Goldmedaille.
Pippens Trikotnummer #33 wird sowohl von seiner Universität, der University of Central Arkansas, wie auch von den Chicago Bulls nicht mehr vergeben.

## Spielerprofil
Scottie Pippen zeichnete sich durch Vielseitigkeit und Athletik aus. Er war als bedingungsloser Mannschaftsspieler bekannt und gilt als einer der besten Two-Way-Player (gleichermaßen herausragende Qualitäten in Offensive und Defensive) der NBA-Geschichte. Insbesondere in Michael Jordans erster Karrierepause konnte Pippen aus dessen Schatten heraustreten und baute seine Führungsqualitäten aus. Diese Anerkennung verlor er auch nach Jordans Rückkehr nicht mehr.
Für negatives Aufsehen sorgte Pippen jedoch im dritten Spiel der zweiten Playoff-Runde gegen die New York Knicks im Jahr 1994, nach Michael Jordans erstem Rücktritt. Die Bulls lagen damals knapp zwei Sekunden vor Spielende mit nur einem Punkt zurück. In der Auszeit gab Bulls-Trainer Phil Jackson einen Spielzug vor, bei dem Pippen den Köder spielen und Toni Kukoč den entscheidenden Wurf bekommen sollte. Pippen weigerte sich daraufhin, aufs Feld zu gehen.

## NBA-Statistiken

### Regular season
| Saison          | Team            | GP    | GS    | MPG  | FG % | 3P % | FT % | RPG | APG | SPG | BPG | PPG  |
| --------------- | --------------- | ----- | ----- | ---- | ---- | ---- | ---- | --- | --- | --- | --- | ---- |
| 1987/88         | Chicago         | 79    | 0     | 20.9 | .463 | .174 | .576 | 3.8 | 2.1 | 1.2 | 0.7 | 7.9  |
| 1988/89         | Chicago         | 73    | 56    | 33.1 | .476 | .273 | .668 | 6.1 | 3.5 | 1.9 | 0.8 | 14.4 |
| 1989/90         | Chicago         | 82    | 82    | 38.4 | .489 | .250 | .675 | 6.7 | 5.4 | 2.6 | 1.2 | 16.5 |
| 1990/91         | Chicago         | 82    | 82    | 36.8 | .520 | .309 | .706 | 7.3 | 6.2 | 2.4 | 1.1 | 17.8 |
| 1991/92         | Chicago         | 82    | 82    | 38.6 | .506 | .200 | .760 | 7.7 | 7.0 | 1.9 | 1.1 | 21.0 |
| 1992/93         | Chicago         | 81    | 81    | 38.6 | .473 | .237 | .663 | 7.7 | 6.3 | 2.1 | 0.9 | 18.6 |
| 1993/94         | Chicago         | 72    | 72    | 38.3 | .491 | .320 | .660 | 8.7 | 5.6 | 2.9 | 0.8 | 22.0 |
| 1994/95         | Chicago         | 79    | 79    | 38.2 | .480 | .345 | .716 | 8.1 | 5.2 | 2.9 | 1.1 | 21.4 |
| 1995/96         | Chicago         | 77    | 77    | 36.7 | .463 | .374 | .679 | 6.4 | 5.9 | 1.7 | 0.7 | 19.4 |
| 1996/97         | Chicago         | 82    | 82    | 37.7 | .474 | .368 | .701 | 6.5 | 5.7 | 1.9 | 0.6 | 20.2 |
| 1997/98         | Chicago         | 44    | 44    | 37.5 | .447 | .318 | .777 | 5.2 | 5.8 | 1.8 | 1.0 | 19.1 |
| 1998/99         | Houston         | 50    | 50    | 40.2 | .432 | .340 | .721 | 6.5 | 5.9 | 2.0 | 0.7 | 14.5 |
| 1999/2000       | Portland        | 82    | 82    | 33.5 | .451 | .327 | .717 | 6.3 | 5.0 | 1.4 | 0.5 | 12.5 |
| 2000/01         | Portland        | 64    | 60    | 33.3 | .451 | .344 | .739 | 5.2 | 4.6 | 1.5 | 0.6 | 11.3 |
| 2001/02         | Portland        | 62    | 60    | 32.2 | .411 | .305 | .774 | 5.2 | 5.9 | 1.6 | 0.6 | 10.6 |
| 2002/03         | Portland        | 64    | 58    | 29.9 | .444 | .286 | .818 | 4.3 | 4.5 | 1.6 | 0.4 | 10.8 |
| 2003/04         | Chicago         | 23    | 6     | 17.9 | .379 | .271 | .630 | 3.0 | 2.2 | 0.9 | 0.4 | 5.9  |
| Gesamt          | Gesamt          | 1,178 | 1,053 | 34.9 | .473 | .326 | .704 | 6.4 | 5.2 | 2.0 | 0.8 | 16.1 |
| All-Star-Spiele | All-Star-Spiele | 7     | 6     | 24.7 | .442 | .318 | .625 | 5.6 | 2.4 | 2.4 | 0.9 | 12.1 |

### Playoffs
| Saison    | Team     | GP  | GS  | MPG  | FG % | 3P % | FT %  | RPG  | APG | SPG | BPG | PPG  |
| --------- | -------- | --- | --- | ---- | ---- | ---- | ----- | ---- | --- | --- | --- | ---- |
| 1987/88   | Chicago  | 10  | 6   | 29.4 | .465 | .500 | .714  | 5.2  | 2.4 | 0.8 | 0.8 | 10.0 |
| 1988/89   | Chicago  | 17  | 17  | 36.4 | .462 | .393 | .640  | 7.6  | 3.9 | 1.4 | 0.9 | 13.1 |
| 1989/90   | Chicago  | 15  | 14  | 40.8 | .495 | .323 | .710  | 7.2  | 5.5 | 2.1 | 1.3 | 19.3 |
| 1990/91   | Chicago  | 17  | 17  | 41.4 | .504 | .235 | .792  | 8.9  | 5.8 | 2.5 | 1.1 | 21.6 |
| 1991/92   | Chicago  | 22  | 22  | 40.9 | .468 | .250 | .761  | 8.8  | 6.7 | 1.9 | 1.1 | 19.5 |
| 1992/93   | Chicago  | 19  | 19  | 41.5 | .465 | .176 | .638  | 6.9  | 5.6 | 2.2 | 0.7 | 20.1 |
| 1993/94   | Chicago  | 10  | 10  | 38.4 | .434 | .267 | .885  | 8.3  | 4.6 | 2.4 | 0.7 | 22.8 |
| 1994/95   | Chicago  | 10  | 10  | 39.6 | .443 | .368 | .676  | 8.6  | 5.8 | 1.4 | 1.0 | 17.8 |
| 1995/96   | Chicago  | 18  | 18  | 41.2 | .390 | .286 | .638  | 8.5  | 5.9 | 2.6 | 0.9 | 16.9 |
| 1996/97   | Chicago  | 19  | 19  | 39.6 | .417 | .345 | .791  | 6.8  | 3.8 | 1.5 | 0.9 | 19.2 |
| 1997/98   | Chicago  | 21  | 21  | 39.8 | .415 | .228 | .679  | 7.1  | 5.2 | 2.1 | 1.0 | 16.8 |
| 1998/99   | Houston  | 4   | 4   | 43.0 | .329 | .273 | .808  | 11.8 | 5.5 | 1.8 | 0.8 | 18.3 |
| 1999/2000 | Portland | 16  | 16  | 38.4 | .419 | .300 | .743  | 7.1  | 4.3 | 2.0 | 0.4 | 14.9 |
| 2000/01   | Portland | 3   | 3   | 39.0 | .421 | .176 | .667  | 5.7  | 2.3 | 2.7 | 0.7 | 13.7 |
| 2001/02   | Portland | 3   | 3   | 33.0 | .409 | .545 | .875  | 9.3  | 5.7 | 1.3 | 0.7 | 16.3 |
| 2002/03   | Portland | 4   | 1   | 18.8 | .409 | .333 | 1.000 | 2.8  | 3.3 | 0.0 | 0.0 | 5.8  |
| Gesamt    | Gesamt   | 208 | 200 | 39.0 | .444 | .303 | .724  | 7.6  | 5.0 | 1.9 | 0.9 | 17.5 |

## Schriften
- Scottie Pippen, Michael Arkush: Unguarded. Atria Books, 2021, ISBN 978-1-982165-19-2, S. 320 (englisch).

## Sonstiges

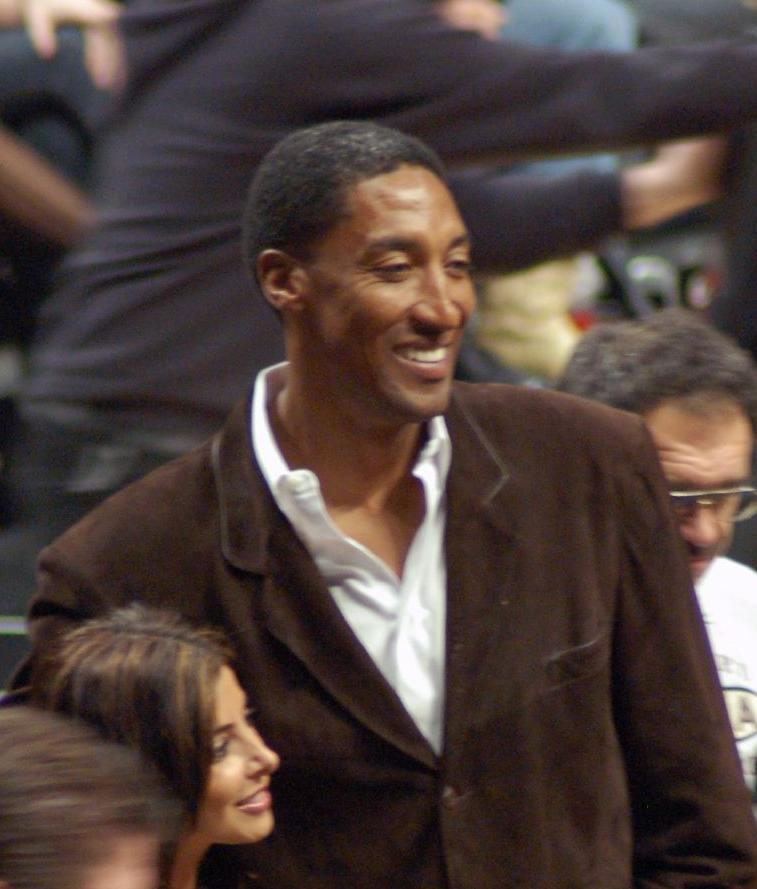
Pippen im Jahr 2006

1997 veröffentlichte Scottie Pippen ein Kinderbuch mit dem Titel Reach Higher. Pippen ist ein Mitglied im Bund der Freimaurer, seine Loge in Chicago ist unter der Prince-Hall-Großloge konstituiert.
Im Januar 2008 kehrte Pippen für kurze Zeit zum professionellen Basketballsport zurück und spielte für den finnischen Erstligisten Torpan Pojat und für den schwedischen Verein Sundsvall Dragons.
Im Juli 2013 geriet Pippen in die Schlagzeilen, da ihn ein Fan wegen eines angeblichen Übergriffs auf vier Millionen US-Dollar verklagte.
Pippen spielte als Gaststar in der TV-Serie Lethal Weapon (2017/18) in Staffel 2 Episode 7, Folge „Schräge Vögel“ (Originaltitel: „Birdwatching“), sich selbst.
Pippens ältester Sohn Antron verstarb am 19. April 2021 im Alter von 33 Jahren.
Sein Sohn Scotty Pippen Jr. ist ebenfalls Basketballspieler und konnte nach seiner College-Zeit am 1. Juli 2022 einen Vertrag bei den Los Angeles Lakers unterzeichnen. Gegenwärtig ist er für die Memphis Grizzlies aktiv (Stand 29. April 2024).

## Nachweise
1. ↑  Scottie Pippen auf basketball-reference.com
2. ↑  Scottie Pippen Spielerprofil auf der offiziellen Website von USA Basketball
3. ↑  Ariel Sandler: Scottie Pippen Just Dropped A Bombshell By Informing People His Name Is Actually 'Scotty'. Auf: Business Insider—Website; New York City, New York, 16. Dezember 2011. Abgerufen am 4. Januar 2019 (in Englisch).
4. ↑  The Naismith Memorial Basketball Hall of Fame :: Scottie Pippen. Abgerufen am 22. April 2020 (englisch).
5. ↑  Mark Vancil: NBA Basketball, BLV 1995, S. 124
6. ↑  Pippen won six NBA rings with Jordan
7. ↑  Pippen Freemason, Auf der Homepage der Grand Lodge of British Columbia and Yukon (Abgerufen am 6. Februar 2013)
8. ↑  Pippen puts his game on display in Scandinavia
9. ↑  Klage gegen Basketballstar Scottie Pippen: Vier Millionen Dollar für kein Autogramm, spiegel.de. Abgerufen am 12. Juli 2013.
10. ↑  N. N.: Scottie Pippen announces passing of eldest son, Antron. Auf NBC-Sports–Website; Chicago, IL, 19. April 2021. Abgerufen am 21. April 2021 (in Englisch).

| Personendaten    | Personendaten                                                                  |
| ---------------- | ------------------------------------------------------------------------------ |
| NAME             | Pippen, Scottie                                                                |
| ALTERNATIVNAMEN  | Pippen, Scottie Maurice (vollständiger Name); Pippen, Scotty (wirklicher Name) |
| KURZBESCHREIBUNG | US-amerikanischer Basketballspieler                                            |
| GEBURTSDATUM     | 25. September 1965                                                             |
| GEBURTSORT       | Hamburg, Arkansas, USA                                                         |